# Nundroo
Nundroo è una piccola città sud australiana, situata a circa 1 014 chilometri da Adelaide.
Come città agricola, le sue industrie comprendono l'allevamento di pecore e la produzione di cereali.